# Piotr Bąk (aktor)
Piotr Julian Bąk (ur. 26 sierpnia 1958 w Nowym Sączu) – polski aktor teatralny, filmowy i dubbingowy.

## Kariera
Nie ukończył studiów na Wydziale Aktorskim PWSFTviT w Łodzi w latach 1978–1980.
Zadebiutował 11 sierpnia tego samego roku na deskach Teatru im. Juliusza Osterwy w Gorzowie Wielkopolskim w roli  lekarza w sztuce Procedura autorstwa Jana Pawła Gawlika. Reżyserem był Jerzy Hoffman.

## Nagrody i wyróżnienia
W 1994 na XXXIV Kaliskich Spotkaniach Teatralnych, otrzymał wyróżnienie za grę w Ryszardzie III, w której grał Tyrrela.

## Teatr

### Adept
- Teatr im. Juliusza Osterwy w Gorzowie Wielkopolskim – 1980–1981
- Teatr Syrena w Warszawie – 1982–1983

### Aktor
- Teatr Powszechny w Radomiu – 1984–1988
- Teatr Narodowy w Warszawie – 1988–1990
- Teatr Polski w Warszawie – 1990 do dziś

## Filmografia
- 2013: Na dobre i na złe  – Antoni Bogdanowicz
- 2003: Na Wspólnej – Błażej Kalicki, klient agencji Burzy
- 2002–2006: Samo życie – Profesor Jacek Kuczyński
- 2000: M jak miłość – Wspólnik Jaroszego
- 1999–2000: Trędowata – klecz
- 1995: Pestka
- 1995: Dama kameliowa
- 1994: Nieprzyjaciel – Służący
- 1979: Godzina ”W” – „Borsuk” (niewymieniony w czołówce)

## Występy gościnnie
- 2013: Czas honoru – mężczyzna na spotkaniu dowódców oddziałów
- 2013–2014: Komisarz Alex –
  - rekwizytor Karol Cymer (odc. 38),
  - Tadeusz Wojnarowski, właściciel klubu (odc. 78)
- 2012: Prawo Agaty – ojciec Ksawerego (odc. 26)
- 2012: Krew z krwi – kierowca (odc. 6)
- 2010: Hotel 52 – lekarz (odc. 15)
- 2010: Chichot losu – prezes (odc. 1)
- 2009: Naznaczony – lekarz (odc. 4)
- 2009: Teraz albo nigdy! – lekarz (odc. 37)
- 2004-2006: Kryminalni – Biznesmen oszukany przez Pawełczyka
- 2004: Całkiem nowe lata miodowe – Dzielnicowy
- 2003: Męskie-żeńskie – klient
- 1999-2005: Lokatorzy – Janusz Pewniak

## Polski dubbing
- 2016: Sing – Big Daddy
- 2016: Angry Birds – Bomba
- 2015: Wiedźmin 3: Dziki Gon – Fergus Graem
- 2012: Strażnicy marzeń – Nord
- 2012: The Elder Scrolls V: Skyrim – Dragonborn –
  - Glover Mallory,
  - Kuvar
- 2011: Wiedźmin 2: Zabójcy królów –
  - Adam Pangratt,
  - Floyd Rivest,
  - golem Daerhenny
- 2011: The Elder Scrolls V: Skyrim –
  - Galmar Kamienna-Pięść,
  - Orgnar,
  - Ulfbert,
  - Farkas,
  - Idolaf Dziecię-Wojny,
  - Avulstein Siwo-Włosy,
  - Klimmek,
  - Stenvar,
  - Balimund,
  - Młot,
  - Elegia,
  - Hofgrir Konio-Gniot,
  - Ahtar,
  - Vidrald,
  - Solaf,
  - Arnbjorn,
  - Jawanan,
  - Yngvar Pieśniarz,
  - Knajkr,
  - Hathrasil,
  - Banning,
  - Jod,
  - Benor,
  - Badnir,
  - Dryston,
  - Argis Nieustępliwy,
  - Garthar,
  - Pomocnik oprawcy
- 2011: Test Drive Unlimited 2 – Marco Luzinni
- 2011: Gwiezdne wojny: część IV – Nowa nadzieja – Garven „Dave” Dreis
- 2011: Sharpay's Fabulous Adventure – Mr. Evans
- 2010: Toy Story 3
- 2010: God of War III – Kronos
- 2010: Alicja w Krainie Czarów
- 2009: Szczypta magii – Książę zaklęty w ropuchę
- 2009: Dragon Age: Początek
- 2009: Klopsiki i inne zjawiska pogodowe – Tim Lockwood
- 2009: Uncharted 2: Pośród złodziei – Zoran Lazarević
- 2009: Infamous – Dwight
- 2008: Wiedźmin: Efekt Uboczny –
  - Jeremiasz Tryk,
  - Miazga
- 2008: Turok – Joseph Turok
- 2008: Mass Effect – Urdnot Wrex
- 2008: Kung Fu Panda – Komandor Vachir
- 2007: Wiedźmin –
  - Savolla,
  - Krasnolud,
  - Rycerz,
  - Olaf,
  - Baranina,
  - Mag Salamander,
  - Łucznik,
  - Patryk z Weize
- 2007: Don Chichot
- 2007: High School Musical 2
- 2006: Gothic III
- 2006: ToCA Race Driver 3 –  Rick
- 2005: Robotboy – Dwight
- 2003: Gothic II: Noc Kruka –
  - Jack Aligator,
  - Myxir,
  - Thorus
- 2003–2005: Kaczor Dodgers – Kapitan Star Johnson
- 2002: Gothic II –
  - Harad,
  - Pablo,
  - Gorn,
  - Halvor,
  - Hakon,
  - Ehnim,
  - Bodo
- 2001: Gothic – Gorn
- 2001: Zax: Galaktyczny wojownik
- 2000|2003: X-Men: Ewolucja – Wolverine
- 1994: Scooby Doo i baśnie z tysiąca i jednej nocy – Cyklop
- 1990: Pinokio